# Kaarlo Castrén
Kaarlo Castrén (n. 28 de fevereiro de 1860 - 19 de novembro de 1938) era um advogado e político finlandês. Pertencia ao Partido Progressista Finlandês. Castrén foi primeiro-ministro da Finlândia desde abril de 1919 até agosto de 1919. Dantes de ser premiê tinha sido ministro de fazenda, de 1918 a 1919.